# Cryptoerithus hasenpuschi
Cryptoerithus hasenpuschi là một loài nhện trong họ Gnaphosidae.
Loài này thuộc chi Cryptoerithus. Cryptoerithus hasenpuschi được Norman I. Platnick & Barbara Baehr miêu tả năm 2006.